# Thế vận hội Mùa hè 1932
Thế vận hội Mùa hè 1932 (tên chính thức là Thế vận hội Mùa hè lần thứ X, còn được gọi là Los Angeles 1932) là một sự kiện thể thao đa môn quốc tế được tổ chức từ ngày 30 tháng 7 đến ngày 14 tháng 8 năm 1932 tại Los Angeles, California, Hoa Kỳ. Kỳ Thế vận hội này diễn ra trong bối cảnh cuộc Đại Khủng hoảng toàn cầu, khiến một số quốc gia không thể đến Los Angeles tham dự; chỉ có 37 quốc gia tranh tài, so với 46 quốc gia tại Thế vận hội 1928 ở Amsterdam. Ngay cả Tổng thống Hoa Kỳ khi đó là Herbert Hoover cũng không tham dự Thế vận hội. Ban tổ chức không công bố chi tiết tài chính của kỳ Thế vận hội, tuy nhiên các tờ báo đương thời đưa tin rằng kỳ Thế vận hội này đã thu được lợi nhuận khoảng 1 triệu USD (tương đương 18,19 triệu USD theo giá trị năm 2023).

## Lựa chọn thành phố chủ nhà
Việc lựa chọn thành phố đăng cai Thế vận hội Mùa hè 1932 được quyết định tại Phiên họp thứ 23 của Ủy ban Olympic Quốc tế (IOC) tổ chức tại Rome, Ý, vào ngày 9 tháng 4 năm 1923. Đáng chú ý, quá trình lựa chọn chỉ có duy nhất một hồ sơ ứng cử đến từ Ủy ban Olympic Los Angeles do Billy May Garland đứng đầu. Vì không có bất kỳ thành phố nào khác tham gia tranh cử, Los Angeles mặc nhiên được chọn làm nơi đăng cai Thế vận hội 1932.

## Các môn thể thao

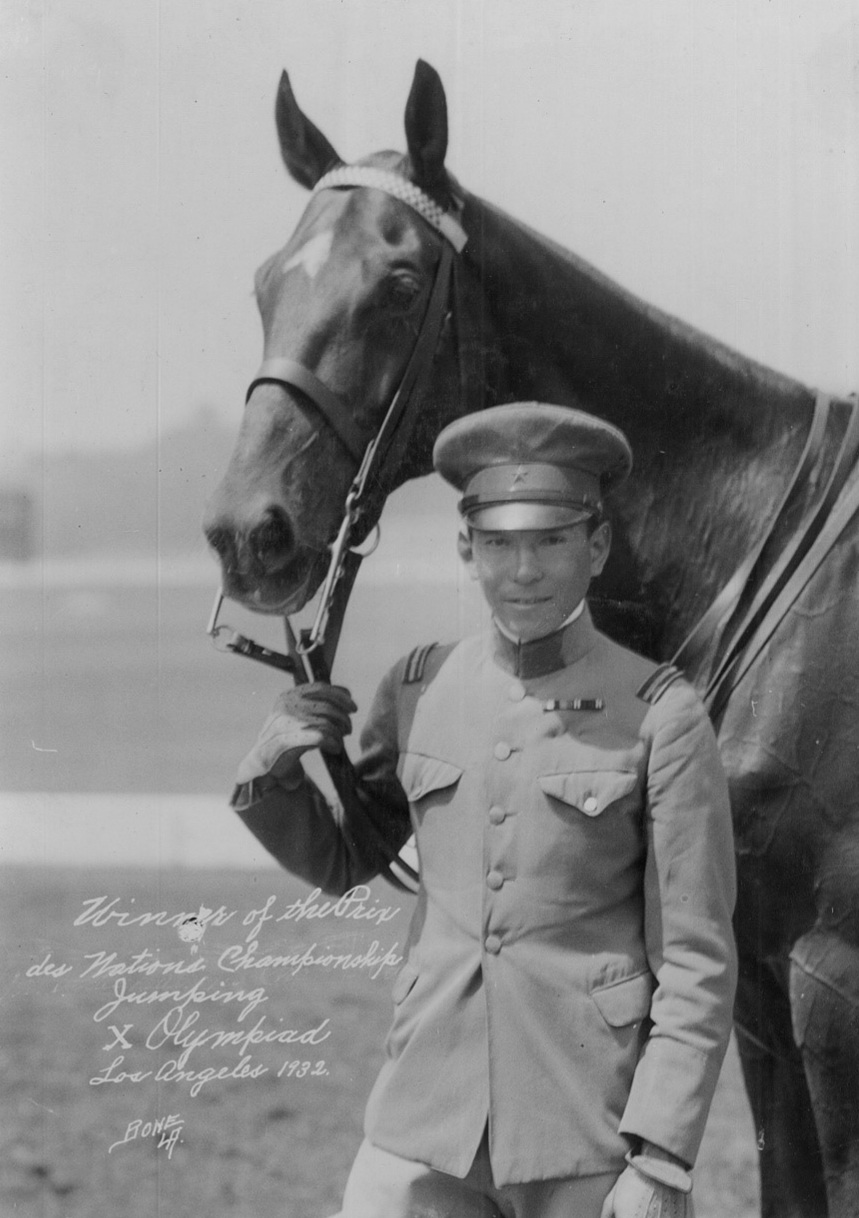
Takeichi Nishi with Olympic steed, Uranus

117 nội dung thi đấu thuộc 20 phân môn, bao gồm 14 môn thể thao, đã nằm trong chương trình Thế vận hội năm 1932. Trong một trong hai nội dung nhảy ngựa của môn Đua ngựa (thi đấu đồng đội), không có huy chương nào được trao. Số lượng nội dung thi đấu của mỗi phân môn được ghi trong ngoặc đơn.
- Thể thao dưới nước
  -  Nhảy cầu (4)

- -  Bơi lội (11)

- -  Bóng nước (1)

- Điền kinh (29)

- Quyền Anh (8)

- Xe đạp

- - Đường trường (2)
  - Đua lòng chảo (4)
- Đua ngựa

- - Dressage (cưỡi ngựa biểu diễn) (2)
  - Eventing (ba môn phối hợp) (2)
  - Show jumping (nhảy vượt rào) (2)
- Đấu kiếm (7)

- Khúc côn cầu trên cỏ (1)

- Thể dục dụng cụ (11)

- Năm môn phối hợp hiện đại (1)

- Chèo thuyền (7)

- Thuyền buồm (4)

- Bắn súng (2)

- Cử tạ (5)

- Vật

- - Tự do (7)
  - Greco-Roman (7)

## Các quốc gia tham dự

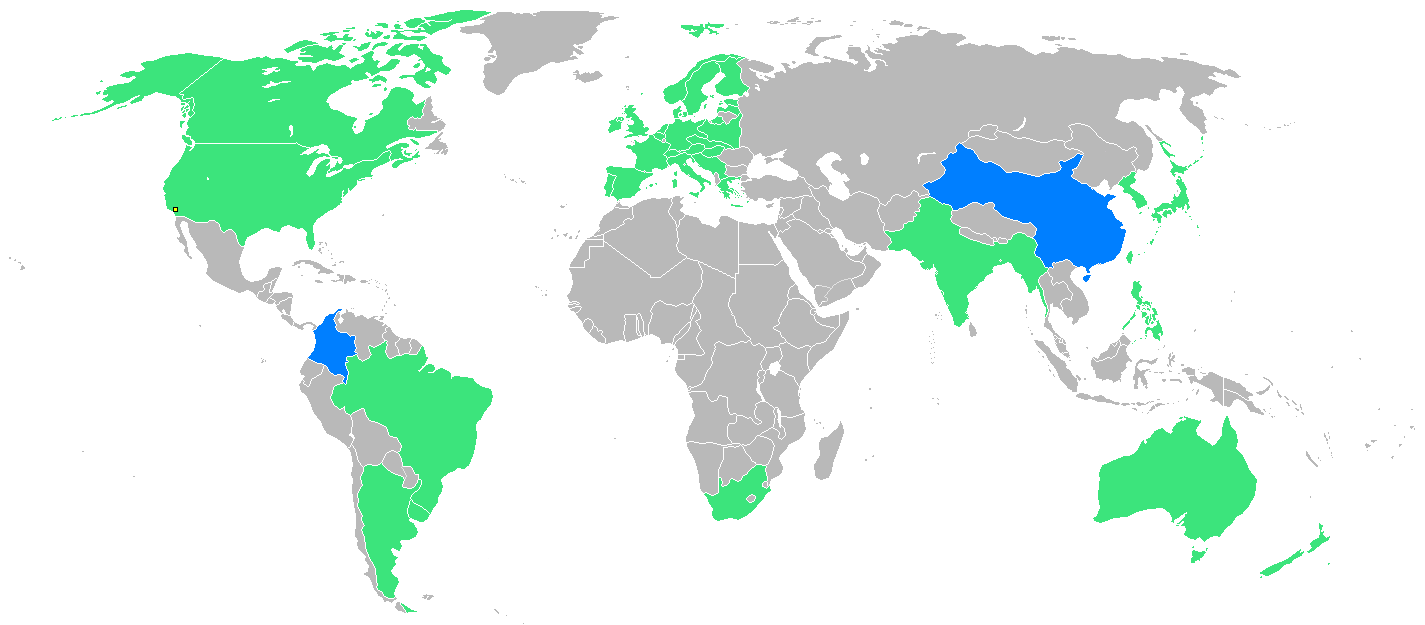
Các quốc gia tham dự

Tổng cộng có 37 quốc gia tham gia Thế vận hội 1932. Colombia lần đầu tiên góp mặt tại Thế vận hội, và Trung Hoa Dân Quốc cũng lần đầu tiên tham dự chính thức sau lần xuất hiện không thành công tại kỳ Thế vận hội 1924. Các quốc gia đã tham dự Thế vận hội trước đó ở Amsterdam 1928 nhưng vắng mặt tại Los Angeles 1932 gồm có: Bulgaria, Chile, Ai Cập, Lithuania, Luxembourg, Malta, Monaco, Panama, Rhodesia và Romania.
Vào thời điểm đó, Úc và New Zealand là các vùng tự trị thuộc Đế quốc Anh. Ấn Độ cũng thuộc Đế quốc Anh nhưng không phải là một vùng tự trị. Với Đạo luật Westminster năm 1931, Ireland, Canada và Nam Phi được công nhận là các quốc gia có chủ quyền độc lập. Toàn bộ đạo luật được áp dụng cho ba quốc gia này mà không cần phải thông qua bất kỳ đạo luật phê chuẩn nào.
Philippines khi đó là một lãnh thổ chưa hợp nhất và là một quốc gia cộng hòa tự trị thuộc Hoa Kỳ.
| Các Ủy ban Olympic Quốc gia tham dự |
| --- |
| - Argentina (32) - Úc (12) - Áo (19) - Bỉ (36) - Brasil (82) - Canada (102) - Trung Hoa Dân Quốc (1) - Colombia (1) - Tiệp Khắc (7) - Đan Mạch (43) - Estonia (2) - Phần Lan (40) - Pháp (103) - Đức (134) - Anh Quốc (108) - Hy Lạp (10) - Haiti (2) - Hungary (58) - Ấn Độ (19) - Ireland (8) - Ý (112) - Nhật Bản (157) - Latvia (2) - México (73) - Hà Lan (45) - New Zealand (21) - Na Uy (5) - Philippines (8) - Ba Lan (51) - Bồ Đào Nha (6) - Nam Phi (12) - Tây Ban Nha (6) - Thụy Điển (81) - Thụy Sĩ (6) - Hoa Kỳ (474) (chủ nhà) - Uruguay (1) - Nam Tư (1) |

## Bảng huy chương
10 quốc gia giành được nhiều huy chương nhất.
| Hạng                | Đoàn                | Vàng | Bạc | Đồng | Tổng số |
| ------------------- | ------------------- | ---- | --- | ---- | ------- |
| 1                   | Hoa Kỳ              | 44   | 36  | 30   | 110     |
| 2                   | Ý                   | 12   | 12  | 12   | 36      |
| 3                   | Pháp                | 11   | 5   | 4    | 20      |
| 4                   | Thụy Điển           | 10   | 5   | 9    | 24      |
| 5                   | Nhật Bản            | 7    | 7   | 4    | 18      |
| 6                   | Hungary             | 6    | 5   | 5    | 16      |
| 7                   | Đức                 | 5    | 12  | 7    | 24      |
| 8                   | Phần Lan            | 5    | 8   | 12   | 25      |
| 9                   | Anh Quốc            | 5    | 7   | 5    | 17      |
| 10                  | Ba Lan              | 3    | 2   | 4    | 9       |
| Tổng số (10 đơn vị) | Tổng số (10 đơn vị) | 108  | 99  | 92   | 299     |

## Liên kết
- "Los Angeles 1932". Olympic.org. Ủy ban Olympic Quốc tế.

1. ↑  Các quốc gia từng tham dự Thế vận hội Amsterdam nhưng không tham gia Thế vận hội Los Angeles 1932 bao gồm: Bulgaria, Chile, Cuba, Ai Cập, Litva, Luxembourg, Malta, Panama, Rhodesia, Romania và Thổ Nhĩ Kỳ.
2. ↑  Tổng thống Hoover, người cũng đã không tham dự Thế vận hội Mùa đông 1932 tổ chức tại Lake Placid, New York, là vị tổng thống Hoa Kỳ thứ hai bỏ lỡ một kỳ Thế vận hội được tổ chức tại Mỹ trong thời gian đương nhiệm. Người đầu tiên là Tổng thống Theodore Roosevelt, người đã quyết định không tham dự Thế vận hội Mùa hè 1904 tổ chức tại St. Louis, Missouri, vì thị trưởng St. Louis, David R. Francis, đã từ chối để Roosevelt tham gia điều hành các sự kiện tại đó..[2]